# Aguacateros de Peribán FC
Aguacateros de Peribán FC ist ein Fußballverein aus der mexikanischen Stadt Peribán de Ramos im Bundesstaat Michoacán. Seine Heimspielstätte ist der Cancha Municipal de Peribán, der rund 3000 Besucher aufnehmen kann.

## Geschichte
Der Verein der Avocadozüchter wurde 2020 gegründet und startete in der Saison 2020/21 in der fünftklassigen Liga TDP.
2022 gewann die Mannschaft die erstmals ausgetragene Copa Conecta durch Siege über die 
Gorilas de Juanacatlán in der ersten Runde, die Estudiantes Querétaro im Achtelfinale, den Tecos FC im Viertelfinale, Saltillo Soccer im Halbfinale und den Club Deportivo Muxes im Finale, das nach 1:1 in der regulären Spielzeit mit 6:5 im Elfmeterschießen gewonnen wurde.
In der folgenden Saison 2022/23 gewann der Verein auch die Meisterschaft der Liga TDP und war in der Saison 2023/24 in der drittklassigen Serie A der Liga Premier vertreten.

## Erfolge
- Meister der Liga TDP: 2022/23
- Sieger der Copa Conecta: 2021/22